# Fernando de Sousa Costa
Fernando de Sousa Costa (São Paulo, 10 de junho de 1886 - Jacareí, 21 de janeiro de 1946) foi um político e agrônomo brasileiro. Formado pela Escola Superior de Agricultura Luiz de Queiroz, de Piracicaba, foi prefeito de Pirassununga (1912), deputado estadual (1919), secretário da Agricultura de São Paulo (1927 – 1930), no governo Júlio Prestes, ministro da Agricultura (1938 – 1941) na primeira metade do Estado Novo – tendo fundado o Instituto Biológico e o Parque da Água Branca, que leva seu nome, além de ter realizado pesquisas de exploração de petróleo - e interventor do Estado de São Paulo (1941 – 1945).

## Panorama histórico
Tendo atuado notoriamente no ramo da agronomia ao longo da primeira metade do século XX, Fernando de Sousa Costa nasceu apenas seis anos antes da instauração da política do café com leite na República Velha, na qual oligarquias paulistas, que concentravam a produção de café no Brasil, e mineiras, grandes produtoras de leite, alternavam no posto máximo do poder nacional com presidentes sob forte influência dos setores agrários de São Paulo e Minas Gerais.
Na época, os dois estados envolvidos eram os mais ricos e populosos do país - sendo muito disso devido à produção agrária das duas regiões. Enquanto os representantes da oligarquia paulista se encontravam reunidos no Partido Republicano Paulista (PRP), os mineiros formavam o Partido Republicano Mineiro (PRM). Com interesses políticos e econômicos semelhantes, os dois partidos, então, se aliaram para controlar a política brasileira durante a República Velha. Por vezes, as duas siglas indicavam e apoiavam o mesmo postulante à presidência. Caso a indicação fosse feita pelos paulistas, o PRM apoiava o candidato para garantir a sua eleição. No pleito seguinte, então, seria realizado o processo contrário, em que um mineiro chegaria ao poder apoiado pela oligarquia do Estado de São Paulo.
Formado engenheiro agrônomo em 1907, Fernando Costa logo fora morar em Pirassununga para exercer sua profissão, e, desde o início, viu-se favorecido pelas boas condições de atuação do ramo agrônomo na economia brasileira. Paralelamente a isso, suas atividades na política o levaram a se tornar o secretário da Agricultura do Governo de Julio Prestes (1927-1930) e, posteriormente, ministro da Agricultura (1938-1941) no Estado Novo.
A política do café com leite, também conhecida como República das Oligarquias, perdurou até a Revolução de 30, quando Getúlio Vargas assumiu a presidência.

## Biografia

### Primeiros anos e formação acadêmica
Nascido na cidade de São Paulo no dia 10 de junho de 1886, Fernando de Sousa Costa é filho de militar, Coronel Querubim Febeliano da Costa, e Augusta de Sousa Costa.
Viveu sua infância e quase toda a adolescência na capital paulista, onde cursou os ensinos primário e secundário no colégio Liceu do Sagrado Coração de Jesus, localizada no bairro dos Campos Elíseos, na região central de São Paulo. Seguindo para Piracicaba, no interior do estado, frequentou a Escola Complementar e, posteriormente, ingressou na Escola Superior de Agricultura Luís de Queirós, onde se formou engenheiro agrônomo em 1907. Ainda na cidade, lecionou em um curso primário mantido pela Escola Igualitária, a fim de garantir a continuidade de seus estudos, e exerceu atividades no jornalismo, quando dirigiu a Gazeta de Piracicaba.
Após diplomar-se, casou com Anita da Silveira Costa, indo os dois residirem em Pirassununga (SP), onde Fernando Costa iniciou as atividades de engenheiro agrônomo e construiu sua fazendo-modelo. Não demorou a ingressar na política, começando com a eleição para o cargo de prefeito da cidade, em 1912.

### O início na vida política
Apenas cinco anos após se estabelecer em Pirassununga, Fernando Costa elegeu-se prefeito. Devido a sucessivas eleições, ficou por 15 anos no cargo, e seu período a frente da cidade é caracterizado por melhorias na infraestrutura do município, bem como a difusão do ensino rural. Buscando remodelar a cidade, investiu na construção de uma rede de águas e esgoto e instalou uma usina hidrelétrica para garantir energia elétrica a toda a cidade. Levantou prédios para a instalação de uma escola normal, uma cadeira pública e também para o fórum de Pirassununga. Ainda conseguiu estabelecer o 2º Regimento da Cavalaria Divisionária no município, fundou um asilo e um orfanato e restaurou a Santa Casa da Misericórdia.
Não apenas pela difusão do ensino rural, mas a ligação política de Fernando Costa com o setor agrícola se deu de forma próxima não apenas em sua cidade. Com total apoio do governo paulista - ao qual era controlado, na época, pelo oligárquico Partido Republicano Paulista (PRP) -, lançou-se candidato à Câmara Estadual em 1919, sendo, então, eleito deputado estadual. Dividindo as atividades com a prefeitura de Pirassununga, ficou no cargo até 1927. Dentre os projetos apresentados à Câmara, Fernando Costa conseguiu aprovar leis relativas ao reflorestamento, aos bancos agrícolas, à estatística da vida rural, às estradas de rodagem e aos impostos territoriais.
Ao longo de seu mandato, destacou-se pela sua preocupação com as questões agrícolas do estado, tendo atuado a favor da valorização e da defesa do pequeno agricultor. Para isso, propôs a implementação do crédito agrícola, a revitalização de terras cansadas e a irrigação do solo, visando aumentar a produtividade no campo. Reconhecido como um dos representantes políticos mais notáveis do setor agrícola de São Paulo, foi indicado, em 1927, para chefiar a então nova e autônoma Secretaria de Agricultura, Indústria e Comércio - que, até então, era parte da Secretaria de Viação e Obras Públicas, órgão do qual Fernando Costa fora presidente da comissão na Câmara Estadual.
Exercendo o cargo de Secretário da Agricultura de São Paulo durante o governo de Júlio Prestes, até 1930, fez um extenso trabalho de reestruturação de departamentos. A partir da reorganização das diretorias de Agricultura, Indústria Pastoril e de Terras, Minas e Colonização, transformou-as, respectivamente, nas diretorias do Fomento Agrícola, de Indústria Animal e de Terras e Colonização. Garantiu, ainda, a restruturação do Serviço Meteorológico, do Instituto Agronômico de Campinas e da Escola Veterinária de São Paulo.
No campo legislativo, atuou na criação de normas referentes ao setor da caça e da pesca, e autorizou o estado a prestar assistência na construção e exploração de usinas hidrelétricas e adubo sintético no território de São Paulo. Destaca-se que foi de Fernando Costa a inspiração para as leis que ajudaram a criar o Conselho Superior de Agricultura, bem como o Instituto Biológico da Defesa Agrícola e Animal e o Departamento de Indústria Animal - ainda durante o seu mandato.
Com a deposição do governador Júlio Prestes pela Revolução de 30, desligou-se da Secretaria da Agricultura para regressar à Pirassununga e dicar-se a sua fábrica de fiação e tecelagem - instalada antes mesmo de Fernando Costa chegar à Câmara Estadual.

### Simpatia a Getúlio Vargas e a chegada ao ministério da Agricultura
Fora da política no começo da década de 1930, Fernando Costa já ocupava, no entanto, uma posição de relevância no PRP. Mesmo tendo apoiado Júlio Prestes para a eleição presidencial daquele ano, simpatizava com a figura de Getúlio Vargas, que tinha assumido a chefia do Governo Provisório instaurado após a Revolução de 30. O líder, porém, logo cortou relações com os partidos paulistas - não só o PRP, como também contrariou as expectativas do Partido Democrático (PD) -, renegando-os a coadjuvantes da política nacional.
Unindo-se para formar forte oposição à Getúlio Vargas, os dois partidos agiram junto à Frente Única de São Paulo para romper totalmente com o governo em fevereiro de 1932. Em julho, desencadeou-se o movimento armado conhecido como Revolução Constitucionalista de 32, cuja luta se baseava pela constitucionalização do Brasil. Apesar de simpatizar com o presidente, Fernando Costa optou por seguir as instruções de seu partido, aderindo à revolução.
Com o desfecho do conflito em outubro, devido a rendição do Exército Constitucionalista, voltou a cuidar da sua indústria têxtil até 1937, quando se tornou presidente do Departamento Nacional do Café, iniciando uma campanha de cafés finos a nível nacional. No mesmo ano, apoiou a implantação do Estado Novo por Getúlio Vargas, na expectativa de que o PRP pudesse assumir novamente o governo paulista. A conquista, no entanto, fora outra: poucos dias após o começo do regime, Fernando Costa foi nomeado ministro da Agricultura - posto que ficou vago após Odilon Braga abandonar a pasta por discordar do regime.

#### O período como ministro da Agricultura
A primeira medida de destaque tomada pelo novo ministro fora o decreto de lei de 29 de fevereiro de 1938, quando autorizou o Banco do Brasil a emitir hipotecas por meio da Carteira de Crédito Agrícola. Ainda em seu primeiro ano no cargo, Fernando Costa emitiu um decreto-lei que organizava o registro, a fiscalização e o assistencialismo às sociedades cooperativas, buscando ajudá-las a crescer de forma mais rápida, e instituiu novos órgãos no seu ministério. Dentre as novas entidades, estavam o Centro Nacional de Ensino e Pesquisas Agronômicas, o Departamento Nacional da Produção Vegetal, a Superintendência do Ensino Agrícola e os serviços de Publicidade Agrícola, Economia Rural e Meteorologia.
Com a iminência da Segunda Guerra Mundial, quando ocorreram restrições à importação de petróleo, o ministro incentivou pesquisas relacionadas ao gasogênio. Foi então que, em uma das explorações de subsolo comandadas pelo engenheiro Eugênio Bourdot Dutra, membro do Departamento Nacional da Produção Mineral, descobriram, em janeiro de 1939, o poço petrolífero de Lobato, no Recôncavo Baiano - o primeiro da história do Brasil.
Em 1939, criou cursos de aperfeiçoamento e especialização no ramo agrícola, inaugurou o Parque Nacional de Iguaçu e o Instituto Agronômico do Norte e instaurou a Comissão de Abastecimento - ao qual, sendo composta por nove representantes de todos os ministérios, possuía a incumbência de fiscalizar a produção e o comércio de bens de primeira necessidade. Em novembro, o Governo do Estado Novo subordinou à pasta da agricultura o Serviço de Proteção aos Índios, que deu origem ao Conselho Nacional de Proteção aos Índios. Ainda em 1939, acompanhou a fundação da União dos Lavradores de Algodão (ULA), em São Paulo, sendo a produção algodoeira, naquele momento, importante para diversificar a agricultura.
No ano seguinte, Fernando Costa aperfeiçoou o Código de Minas criado em 1934, e presidiu a Comissão Nacional do Gasogênio, promovendo a campanha relativa ao combustível. Em março de 1941, inaugurou o Instituto Nacional do Pinho, e, no mesmo ano, baixou um decreto para fundar um núcleo colonial, instituindo a colonização por meio da organização de granjas modelo.
Na metade do ano, nomeado interventor federal por Getúlio Vargas, Fernando Costa deixa o ministério da Agricultura para se tornar governador de São Paulo.

### Os anos à frente do Estado de São Paulo
Tomando posse do governo no dia 4 de junho, iniciou seu mandato abrindo inquérito para investigar irregularidades financeiras contidas na gestão anterior, de Ademar de Barros - que logo foram suspendidas por Getúlio Vargas.
Ainda no primeiro de seu governo, instituiu a Comissão de Fiscalização dos Preços dos Gêneros Alimentícios de Primeira Necessidade e reorganizou a Secretaria de Segurança Pública, demarcou, na Fazenda Butantã, a área destinada à construção da Cidade Universitária e promoveu a criação da Penitenciária do Estado e do Presídio das Mulheres. No primeiro mês do ano seguinte, iniciou a construção da Escola Prática de Agricultura (EPA), em Ribeirão Preto. Esta fora a primeira de várias outras instituições de ensino do ramo agrícola projetadas por Fernando Costa. Posteriormente, inaugurou escolas rurais também em Bauru, Guaratinguetá, Rio Preto e Pirassununga.
Em 1943, inaugurou a rodovia Anhanguera - a mesma onde, poucos anos depois, faleceria em um acidente automobilístico -, ligando a capital do estado à Campinas e criou a Bolsa de Café e Mercadorias de Santos. No mesmo ano, passou situações delicadas com Getúlio Vargas e os cidadãos de São Paulo. Em relação ao primeiro, as manifestações paulistas contra o Estado Novo provocaram ressentimento por parte do presidente contra seu interventor. Já a população se manifestara contra a indicação de Coriolano de Araújo Góis Filho, ex-chefe de polícia no Governo Washington Luís, para comandar a Secretária de Segurança Pública do estado, temendo as medidas repressivas adotadas outrora pelo secretário. Devido às pressões populares, Fernando Costa destituiu Coriolano do cargo.
No último ano de seu governo, em 1945, ingressou no Partido Social Democrático (PSD) para apoiar a campanha do general Eurico Dutra à presidência do Brasil. No mesmo período da campanha do militar, Fernando exonerou-se como interventor para lançar-se novamente candidato ao cargo - dessa vez em pleito democrático, por isso a necessidade da exoneração. No entanto, não chegou a disputar a eleição.

### Morte por acidente na rodovia que inaugurou
Pouco se sabe sobre a morte de Fernando Costa, no entanto, o ex-interventor viera a falecer em um desastre automobilístico na rodovia São Paulo - Campinas, no dia 21 de janeiro de 1946, enquanto se dedicava à sua campanha eleitoral.
Ao longo de 33 anos - desde o momento em que assumiu a prefeitura de Pirassununga até fim de seu mandato como interventor federal -, Fernando Costa se consolidou como um dos principais políticos do setor agrícola do Brasil - um dos mais importantes para a economia do país, na época -, deixando, como legado, diversas realizações para o desenvolvimento do ramo, sendo as Escolas Práticas de Agricultura (EPA) uma das principais - visto fato de que elas funcionam até o atual contexto. Durante a vida, o ex-ministro também publicou cinco livros: Idealismo Construtor (1930), Política do café (1937), As realizações do presidente Getúlio Vargas no Ministério da Agricultura (1941), Novas terras e terras cansadas (1943) e No governo de São Paulo (1945).